# Chlorosoma
Chlorosoma — рід змій родини полозових (Colubridae). Представники цього роду мешкають в Південній Америці.

## Види
Рід Chlorosoma нараховує 3 види:
- Chlorosoma dunupyana (Melo-Sampaio, Passos, Martins, Jennings, Moura-Leite, Morato, Venegas, Chávez, Venâncio, & De Souza, 2020)
- Chlorosoma laticeps (F. Werner, 1900)
- Chlorosoma viridissimum (Linnaeus, 1758)